# Gianna Rolandi
Gianna Rolandi (New York, 16 agosto 1952 – Chicago, 20 giugno 2021) è stata un soprano statunitense.

## Biografia
Gianna Rolandi nacque a New York nel 1952 e cominciò a suonare il violino all'età di sei anni. Durante le superiori decise di concentrarsi sul canto e studiò al Curtis Institute of Music di Filadelfia per quattro anni, diplomandosi nel 1975.
Nello stesso anno fu scritturata dalla New York City Opera, con cui fece il suo debutto come Olympia ne I racconti di Hoffmann. Fino al 1990 Rolandi fu il soprano di coloratura di punta della New York City Opera, dove cantò in oltre una trentina di ruoli, tra cui Susanna ne Le nozze di Figaro, Cleopatra in Giulio Cesare, Fortuna e Drusilla ne L'incoronazione di Poppea, l'Astrifiammante ne Il flauto magico, Rosina ne Il barbiere di Siviglia, Elvira ne I puritani, Gilda in Rigoletto, Mabel ne I pirati di Penzance e Lucia in Lucia di Lammermoor.
Nel 1979 fece il suo debutto al Metropolitan come Sophie in Der Rosenkavalier e successivamente tornò al Met per cantare i ruoli di Olympia, Zeribenetta in Ariadne auf Naxos e l'usignolo ne Le rossignol. Calcò le scene di altri importanti teatri statunitensi, tra cui la Washington National Opera, la San Francisco Opera e la Santa Fe Opera.
Sporadiche invece furono le apprizioni sulle scene europee, tra cui si segnalano le interpretazioni come Ginevra nell'Airodante e Cleopatra nel Giulio Cesare a Genova, Amenaide in Tancredi a Torino ed Elcia in Mosè in Egitto al Rossini Opera Festival di Pesaro. Più frequenti furono le apprizioni al Festival di Glyndebourne, dove apparse nei ruoli di Zerbinetta in Ariadne auf Naxos, Susanna in Arbella, Costanza ne Il ratto dal serraglio e Despina in Così fan tutte.
Nel 1986 esordì all'Opera di Chicago come Dorinda in Orlando e vi tornò nel 1994 per dare l'addio alle scene come Despina in Così fan tutte. Nel 2002 tornò a Chicago come direttrice del dipartimento di canto, mantenendo la carica fino alla stagione 2012/2013.
Nel 1984 conobbe il direttore d'orchestra Andrew Davis e la coppia si sposò cinque anni pià tardi. Quando Davis ricevette il cavalierato nel 1999 Rolandi divenne nota come Lady Davis.
È morta nel 2021 all'età di 68 anni.